# 独占価格
独占価格（どくせんかかく）とは経営学用語の一つ。ある業界において、大企業に業界全体が独占されている場合には、その大企業の設定した価格がその業界全体の基準となり、そのような形で定められた価格のことを独占価格と言う。
独占価格とは需要と供給の原理によって定められている価格ではないことから、独占している大企業は価格を上げても独占している状態を維持できるため大きな利潤を上げることが可能である。このような寡占状態は消費者にとって不利な状況を生み出すという理論から、健全な競争環境を促すために近代経済学では独占禁止法が導入され、多くの市場経済で施行されている。